# София Елеонора фон Щолберг-Вернигероде
София Урсула Елеонора фон Щолберг-Вернигероде (на немски: Sophie Ursula Eleonore zu Stolberg-Wernigerode; * 2 октомври 1628 в Ортенберг; † 13 септември 1675 в Кьотен) от Дом Щолберг е графиня от Щолберг-Вернигероде-Ортенберг и чрез женитба княгиня на Анхалт-Пльотцкау (1655 – 1665) и на Анхалт-Кьотен (1665 – 1669).
Тя е втората дъщеря на граф Хайнрих Фолрад цу Щолберг-Вернигероде (1590 – 1641) и втората му съпруга Маргарета фон Золмс-Лаубах (1604 – 1648), дъщеря на граф Алберт Ото I фон Золмс-Лаубах и принцеса Анна фон Хесен-Дармщат (1583 – 1631), дъщеря на ландграф Георг I фон Хесен-Дармщат.
Нейната по-голяма сестра Анна Елизабет (1624 – 1668) е омъжена от 1649 г. за граф Хайнрих Ернст цу Щолберг-Вернигероде (1593 – 1672).
София Елеонора се омъжва на 18 януари 1655 г. в Пльотцкау за княз Лебрехт фон Анхалт-Кьотен (* 8 април 1622; † 7 ноември 1669), вторият син на княз Август фон Анхалт-Пльотцкау (1575 – 1653) и съпругата му Сибила фон Золмс-Лаубах (1590 – 1659). Той умира след три години на 7 ноември 1669 г.
София Елеонора умира на 13 септември 1675 г. в Кьотен.